# Lucia d'Antioquia-Poitiers
Llúcia d'Antioquia o Llúcia de Poitiers (també Llúcia de Trípoli), morta l'any 1299, comtessa de Tripoli (1287-1288) i princesa titular d'Antioquia, filla de Bohemon VI d'Antioquia i de Sibil·la d'Armènia.
Quan el seu germà Bohemon VII va morir, la seva mare va nomenar com a regent a Bertran del Gibelet. Va esdevenir ràpidament impopular a la ciutat de Trípoli, que va crear la seva pròpia administració. Lucia va arribar llavors a Trípoli des d'Auxerre, per prendre el control del comtat, encara que estigues enfrontada a la vegada al govern local i als genovesos, el suport tradicional dels Gibelet. Aquests darrers, sota la direcció de Benet I Zacaries, van provar d'instal·lar un podestà, un administrador oficial de Gènova, que hauria fet de Trípoli una colònia genovesa. Davant aquest fet, el cap del govern local va consentir a reconèixer a Lucia, però aquesta es va aliar llavors als genovesos.
Els venecians i els pisans, que tenien llaços comercials amb Trípoli, en van molestar i van conspirar amb Qalàwun, el sultà mameluc, per atacar la ciutat. Lucia es va aliar als mongols, que sabien que la ciutat era massa dèbil per defensar-se fins i tot amb la seva ajuda. Li van fer demanar reforços a Europa, però no va arribar cap ajuda. La ciutat de Trípoli fou conquerida el 26 d'abril de 1289.
Encara que hagués pogut reivindicar el comtat, Narjot de Toucy, el marit de Lucia no va anar mai a Trípoli, massa ocupat pels afers al Regne de Nàpols. Van tenir un fill, Felip de Toucy, que va morir el 1300.